# Прокоп Малый
Прокоп Малый, Прокупек (чеш. Prokop Malý, Prokůpek) (? — 30 мая 1434, Липаны) — чешский деятель гуситского движения, священник, один из военачальников, возглавивших таборитов после смерти Яна Жижки.
Родился, вероятно, во второй половине XIV века, присоединился к армии Яна Жижки ещё в молодом возрасте. Упоминается в исторических источниках начиная с 1424 года как член Оребитского братства и сподвижник священника Амброжа (близкий друг Яна Жижки). С 1428 года был главным начальником (справцем) «сирот» (одного из радикальных направлений гуситов).
В 1427 году Прокоп Малый и второй гуситский вождь Прокоп Голый (или Великий) нанесли крупное поражение армии австрийского эрцгерцога. Затем, в 1428—1432 годах, они неоднократно вторгались в Венгрию, Саксонию, Моравию и Силезию и даже безуспешно осаждали Вену.
Погиб в битве против союза католиков и умеренных гуситов под Липанами вместе с другим вождём таборитов — Прокопом Великим, после чего таборитское движение практически прекратило своё существование.